# Riley Tufte
Riley Tufte (Coon Rapids, Minnesota, 10 de abril de 1998) es un jugador profesional estadounidense de hockey sobre hielo que se desempeña en la posición de extremo izquierdo en Colorado Avalanche, equipo de la National Hockey League (NHL).

## Carrera
Fue seleccionado en la primera ronda en la NHL Entry Draft de 2016. En 2021 hizo su debut profesional con el equipo Dallas Stars, en el cual jugó dos temporadas (2021-2023), después pasó a Colorado Avalanche, donde lleva jugando una temporada.